# Labyrinth (soundtrack)
Labyrinth is een soundtrackalbum van de Britse muzikant David Bowie en de Zuid-Afrikaanse filmcomponist Trevor Jones, uitgebracht in 1986. Het is de soundtrack van de film Labyrinth, waarin Bowie zelf de rol van Jareth the Goblin King vertolkte. Het was de tweede van drie soundtracks waarin Bowie een grote rol had, waarbij Christiane F. de eerste was en The Buddha of Suburbia de derde.
Het album is gesplitst tussen de filmmuziek van Jones en de originele composities van Bowie. Het nummer "Underground" staat twee keer op de soundtrack, eerst als een bewerking op de openingstrack die werd gespeeld tijdens de eerste scène van de film, en in de volledige versie als de afsluiter van het album. Het enige nummer waar Bowie geen leadvocalen verzorgde, was "Chilly Down", wat gezongen werd door Charles Augins, Richard Bodkin, Kevin Clash en Danny John-Jules, die in de film de stemmen van de 'Firey'-karakters inspraken.
Van het album werden twee nummers op single uitgebracht. "Underground" bereikte de zesde plaats in Nederland en kwam tot de twaalfde positie in Engeland, terwijl "Magic Dance" de hitlijsten niet haalde. "As the World Falls Down" was oorspronkelijk bedoeld als de tweede single, maar dit plan ging niet door.

## Tracklist
- Alle nummers geschreven door Bowie en/of Jones, zoals genoteerd.

1. "Opening Titles Including Underground" (Jones (muziek)/Bowie (tekst)) – 3:21
2. "Into the Labyrinth" (Jones) – 2:12
3. "Magic Dance" (Bowie) – 5:13
4. "Sarah" (Jones) – 3:12
5. "Chilly Down" (Bowie) – 3:44
6. "Hallucination" (Jones) – 3:02
7. "As the World Falls Down" (Bowie) – 4:51
8. "The Goblin Battle" (Jones) – 3:31
9. "Within You" (Bowie) – 3:30
10. "Thirteen O'Clock" (Jones) – 3:06
11. "Home at Last" (Jones) – 1:49
12. "Underground" (Bowie) – 5:57

## Musici
- David Bowie: zang, achtergrondzang
- Trevor Jones: keyboards
- Ray Russell: leadgitaar
- Albert Collins, Dann Huff: gitaar
- Paul Westwood, Will Lee, Matthew Seligman: basgitaar
- Neil Conti, Steve Ferrone: drums
- Robbie Buchanan: keyboards, synthesizer
- Brian Gascoigne, David Lawson: synthesizer
- Ray Warleigh, Bob Gay: saxofoon
- Maurice Murphy: trompet
- Robin Beck, Chaka Khan, Cissy Houston, Danny John-Jules, Fonzi Thornton, Luther Vandross: achtergrondzang